# Landtagswahlkreis Bonn II
Der Landtagswahlkreis Bonn II ist ein Landtagswahlkreis in Nordrhein-Westfalen. Er umfasst Teile der Bundesstadt Bonn, wobei sich die Einteilung oft verändert hat. Momentan trägt der Wahlkreis die Nummer 31.

## 2022
Zur Landtagswahl am 15. Mai 2022 wurde die Nummer des Wahlkreises von 30 in 31 geändert und zulasten des Wahlkreises Bonn I um die Stimmbezirke 143 und 145 vom Kommunalwahlbezirk 14 Endenich II erweitert. Damit setzt sich der Wahlkreis wie folgt zusammen:
- Vom Stadtbezirk Bonn die Kommunalwahlbezirke:
  - 09 Endenich I
  - 10 Poppelsdorf
  - 11 Kessenich
  - 12 Dottendorf/Gronau
  - von 14 Endenich II die Stimmbezirke 143 und 145
  - 16 Venusberg/Ippendorf
  - 17 Röttgen/Ückesdorf
- Stadtbezirk Bad Godesberg (Kommunalwahlbezirke 21 bis 27)
- Stadtbezirk Hardtberg (Kommunalwahlbezirke 41 bis 43)

Es waren 114.740 Bürger wahlberechtigt. Von 72.666 abgegebenen Zweitstimmen waren 72.302 gültig, dabei entfielen 23.800 auf die CDU, 19.472 entfielen auf die Grünen, 14.283 erhielt die Landesliste der SPD, 5.654 die der FDP, 1.828 auf Die Linke, 2.363 auf die AfD und 3.521 auf weitere Parteien.
Christos Katzidis konnte den Wahlkreis zum zweiten Mal direkt gewinnen, über die Landeslisten ihrer Parteien zogen Julia Höller (Grüne) und FDP-Spitzenkandidat Joachim Stamp in den Landtag ein. Stamp legte sein Mandat am 26. Januar 2023 nieder und wurde Sonderbevollmächtigter für Migration der Bundesregierung. 
| Direktkandidat          | Partei   | Erststimmen in % | Zweitstimmen in % |
| ----------------------- | -------- | ---------------- | ----------------- |
| Christos Georg Katzidis | CDU      | 33,2             | 32,9              |
| Julia Höller            | Grüne    | 28,7             | 26,9              |
| Gabriel Kunze           | SPD      | 19,8             | 19,8              |
| Joachim Stamp           | FDP      | 8,9              | 7,8               |
| Sascha Ulbrich          | AfD      | 2,9              | 3,3               |
| Julia Schenkel          | Linke    | 2,4              | 2,5               |
| -                       | Sonstige | 4,1              | 6,8               |

## 2017
Bei der Landtagswahl am 14. Mai 2017 waren 110.288 Bürger wahlberechtigt. Von 77.202 abgegebenen Zweitstimmen waren 76.624 gültig.
| Direktkandidat               | Partei   | Erststimmen in % | Zweitstimmen in % |
| ---------------------------- | -------- | ---------------- | ----------------- |
| Gabriel Kunze                | SPD      | 26,9             | 24,3              |
| Christos Georg Katzidis      | CDU      | 39,1             | 33,0              |
| Rolf Beu                     | GRÜNE    | 8,7              | 9,8               |
| Joachim Stamp                | FDP      | 14,3             | 17,5              |
| Michael Christian Wisniewski | PIRATEN  | 1,2              | 0,8               |
| Ralf Jochen Ehresmann        | Linke    | 4,8              | 5,6               |
| Sascha Ulbrich               | AfD      | 4,2              | 5,6               |
|                              | Sonstige | 0,8              | 3,4               |

Neben dem Wahlkreisabgeordneten Christos Georg Katzidis, der den Wahlkreis nach fünf Jahren für die CDU zurückgewinnen konnte, zieht für die FDP Joachim Stamp über Platz 2 der Landesliste der Freidemokraten in den Landtag ein. Stamp wurde nach der Wahl zum stellvertretenden Ministerpräsidenten im Kabinett Laschet. Der bisherige grüne Abgeordnete Rolf Beu schied aus dem Parlament aus, da sein Listenplatz 20 aufgrund der Verluste der Grünen nicht mehr für ein Mandat ausreichte.

## 2012
Bei der Landtagswahl am 13. Mai 2012 waren 110.306 Bürger wahlberechtigt. Von 73.790 abgegebenen Zweitstimmen waren 73.042 gültig, dabei entfielen 21.280 auf die SPD, CDU 17.688, GRÜNE 12.235, FDP 11.507, PIRATEN 5.145, Die Linke 1.727 und auf die Sonstigen Parteien 3.460 der Zweitstimmen.
| Direktkandidat   | Partei   | Erststimmen in % | Zweitstimmen in % |
| ---------------- | -------- | ---------------- | ----------------- |
| Renate Hendricks | SPD      | 37,30            | 29,13             |
| Benedikt Hauser  | CDU      | 33,15            | 24,22             |
| Rolf Beu         | GRÜNE    | 10,64            | 16,75             |
| Joachim Stamp    | FDP      | 9,35             | 11,50             |
| Brigitte Götz    | Linke    | 2,25             | 2,36              |
| Michael Paetau   | PIRATEN  | 6,84             | 7,04              |
| -                | Sonstige | 0,44             | 4,72              |

Neben der Wahlkreisabgeordneten Renate Hendricks (SPD) im Wahlkreis 30 Bonn II ziehen für die FDP Joachim Stamp über Platz 9 der Landesliste der Liberalen und Rolf Beu von den Grünen (Listenplatz 26) in das Parlament in Düsseldorf ein.

## 2010
Zur Landtagswahl 2010 umfasste der Wahlkreis Bonn II folgendes Gebiet:
Vom Stadtbezirk Bonn die Kommunalwahlbezirke
- 09 (Endenich I)
- 10 (Poppelsdorf)
- 11 (Kessenich)
- 12 (Dottendorf/Gronau)
- 16 (Venusberg/Ippendorf)
- 17 (Röttgen/Ückesdorf)

sowie die Stadtbezirke Bad Godesberg und Hardtberg
Zur Landtagswahl am 9. Mai 2010 waren 107.734 Bürger wahlberechtigt, die Wahlbeteiligung lag bei 66,8 %.
| Direktkandidat     | Partei   | Erststimmen in % | Zweitstimmen in % |
| ------------------ | -------- | ---------------- | ----------------- |
| Benedikt Hauser    | CDU      | 38,5             | 34,8              |
| Renate Hendricks   | SPD      | 32,6             | 25,6              |
| Christian Trützler | GRÜNE    | 11,9             | 17,6              |
| Joachim Stamp      | FDP      | 8,5              | 10,6              |
| Jenny Morin Nennof | Linke    | 3,3              | 4,4               |
| Julia Schramm      | PIRATEN  | 2,1              | 2,1               |
| Detlev Schwarz     | PRO NRW  | 2,1              | 2,1               |
| Moussa Acharki     | BIG      | 0,9              | 1,0               |
| Karl-Heinz Pramor  | BüSo     | 0,2              | 0,1               |
| -                  | Sonstige | -                | 1,9               |

Benedikt Hauser wurde damit direkt gewählt, Renate Hendricks rückte nach der Regierungsbildung über die Landesliste der SPD in den Landtag nach.

## 2005
Zur Landtagswahl 2005 umfasste der Landtagswahlkreis Bonn II vom Stadtbezirk Bonn die Kommunalwahlbezirke
- 16 (Venusberg/Ippendorf) und
- 17 (Röttgen/Ückesdorf)

vom Stadtbezirk Beuel die Kommunalwahlbezirke
- 33 (Pützchen/Bechlinghoven/Holtorf/Ungarten)
- 34 (Beuel-Süd/Limperich)
- 35 (Holzlar/Hoholz) und
- 36 (Küdinghoven/Ramersdorf/Oberkassel)

sowie die Stadtbezirke Bad Godesberg und Hardtberg.
Wahlberechtigt waren 2005 109.674 Einwohner.
| Direktkandidat   | Partei | Stimmen in % |
| ---------------- | ------ | ------------ |
| Gerhard Lorth    | CDU    | 46,4         |
| Renate Hendricks | SPD    | 31,2         |
| Joachim Stamp    | FDP    | 9,7          |
| Katja Dörner     | GRÜNE  | 8,8          |
| Matthias Fiege   | WASG   | 1,5          |
| Heinz Scholl     | GRAUE  | 0,8          |
| Herbert Ginster  | REP    | 0,7          |
| Günter Weiland   | PDS    | 0,7          |
| Stephan Preuß    | ödp    | 0,2          |

Gerhard Lorth wurde damit direkt gewählt, Renate Hendricks zog über die Landesliste der SPD in den Landtag ein.

## 2000
Bei der Landtagswahl 2000 umfasste der Wahlkreis Bonn II den Norden von Bonn. Den Süden deckte der Wahlkreis Bonn III ab, Teile von Beuel gehörten zum Wahlkreis Rhein-Sieg-Kreis II - Bonn I.

### Bonn II
Der Wahlkreis Bonn II umfasste vom Stadtbezirk Bonn die Kommunalwahlbezirke
- 01 (Bonn-Zentrum)
- 02 (Bonn-Nord/Rheindorf-Süd)
- 03 (Innere Nordstadt)
- 04 (Baumschulviertel/Südstadt)
- 05 (Neu-Tannenbusch/Buschdorf)
- 06 (Auerberg/Graurheindorf)
- 07 (Tannenbusch)
- 08 (Dransdorf/Lessenich/Meßdorf)
- 12 (Dottendorf/Gronau)
- 13 (Äußere Nordstadt)
- 14 (Endenich II)

sowie vom Stadtbezirk Beuel die Kommunalwahlbezirke
- 31 (Beuel-Zentrum)
- 32 (Schwarzrheindorf/Vilich-Rheindorf/Combahnviertel)
- 34 (Beuel-Süd/Limperich)
- 37 (Vilich/Geislar/Vilich-Müldorf)

Wahlberechtigt waren 87.927 Einwohner.
| Direktkandidat            | Partei             | Stimmen in % |
| ------------------------- | ------------------ | ------------ |
| Bernhard von Grünberg     | SPD                | 36,1         |
| Helmut Stahl              | CDU                | 35,1         |
| Roland Appel              | GRÜNE              | 14,6         |
| Alexander Graf Lambsdorff | FDP                | 10,9         |
| Stefan Schenke            | PDS                | 1,5          |
| Uwe Meutgens              | REP                | 0,8          |
| Siegfried Lockingen       | Unabhängige Bürger | 0,4          |
| Brigitte Möllinghoff      | PBC                | 0,3          |
| Arno Ralf Kneisel         | Einzelbewerber     | 0,2          |
| Wolf Göhring              | DKP                | 0,1          |
| Bernward Lillig           | BüSO               | 0,1          |

### Bonn III
Der Wahlkreis Bonn III umfasste vom Stadtbezirk Bonn die Kommunalwahlbezirke

09 (Endenich I)

10 (Poppelsdorf)

11 (Kessenich)

16 (Venusberg/Ippendorf)

17 (Röttgen/Ückesdorf)

sowie die Stadtbezirke Hardtberg und Bad Godesberg
Wahlberechtigt waren 93.785 Einwohner.
| Direktkandidat         | Partei | Stimmen in % |
| ---------------------- | ------ | ------------ |
| Gerhard Lorth          | CDU    | 41,2         |
| Gisela Gebauer-Nehring | SPD    | 31,9         |
| Martin Böttger         | GRÜNE  | 14,0         |
| Stefan M. Grüll        | FDP    | 10,3         |
| Jens Diedrichsen       | PDS    | 1,2          |
| Herbert Ginster        | REP    | 0,8          |
| Ruth Blaufuhs          | PBC    | 0,3          |
| Frank Müchler          | BüSO   | 0,3          |

## Wahlkreissieger
| Jahr | Wahlkreisname    | Gebiet | Direktmandat            | Partei |
| ---- | ---------------- | --- | ----------------------- | ------ |
| 1947 | 19 Bonn-Land-Süd | Landkreis Bonn (unter anderem Bad Godesberg und Beuel)                                                     | Heinrich Wolf           | CDU    |
| 1950 | 19 Bonn-Land-Süd | Landkreis Bonn (unter anderem Bad Godesberg und Beuel)                                                     | Heinrich Wolf           | CDU    |
| 1954 | 19 Bonn-Land-Süd | Landkreis Bonn (unter anderem Bad Godesberg und Beuel)                                                     | Heinrich Wolf           | CDU    |
| 1958 | 19 Bonn-Land-Süd | Landkreis Bonn (unter anderem Bad Godesberg und Beuel)                                                     | Aloysius Hauser         | CDU    |
| 1962 | 19 Bonn-Land-Süd | Landkreis Bonn (unter anderem Bad Godesberg und Beuel)                                                     | Aloysius Hauser         | CDU    |
| 1966 | 21 Bonn-Land I   | Landkreis Bonn (unter anderem Bad Godesberg und Beuel)                                                     | Heinz Szymczak          | CDU    |
| 1970 | 21 Bonn-Land I   | Landkreis Bonn (unter anderem Bad Godesberg und Beuel)                                                     | Heinz Szymczak          | CDU    |
| 1975 | 21 Bonn-Stadt I  | Stadtbezirke Beuel, Bad Godesberg und Hardtberg, vom Stadtbezirk Bonn die Stadtteile Röttgen und Ückesdorf | Heinz Szymczak          | CDU    |
| 1980 | 32 Bonn II       | Stadtbezirke Beuel, Bad Godesberg und Hardtberg, vom Stadtbezirk Bonn die Stadtteile Röttgen und Ückesdorf | Jürgen Rosorius         | CDU    |
| 1985 | 32 Bonn II       | Stadtbezirke Beuel, Bad Godesberg und Hardtberg                                                            | Ruth Hieronymi          | CDU    |
| 1990 | 32 Bonn III      | Stadtbezirke Beuel (ohne Hoholz, Holtorf und Holzlar), Bad Godesberg und Hardtberg                         | Ruth Hieronymi          | CDU    |
| 1995 | 32 Bonn II       | Stadtbezirke Beuel, Bad Godesberg (ohne Friesdorf und Hochkreuz) und Hardtberg                             | Ruth Hieronymi          | CDU    |
| 2000 | 34 Bonn III      | Stadtbezirke Bonn (südlicher Teil), Bad Godesberg und Hardtberg                                            | Gerhard Lorth           | CDU    |
| 2005 | 30 Bonn II       | Stadtbezirke Bonn (Röttgen und Ückesdorf), Beuel (südlicher Teil), Bad Godesberg und Hardtberg             | Gerhard Lorth           | CDU    |
| 2010 | 30 Bonn II       | Stadtbezirke Bonn (südlicher Teil), Bad Godesberg und Hardtberg                                            | Benedikt Hauser         | CDU    |
| 2012 | 30 Bonn II       | Stadtbezirke Bonn (südlicher Teil), Bad Godesberg und Hardtberg                                            | Renate Hendricks        | SPD    |
| 2017 | 30 Bonn II       | Stadtbezirke Bonn (südlicher Teil), Bad Godesberg und Hardtberg                                            | Christos Georg Katzidis | CDU    |
| 2022 | 31 Bonn II       | Stadtbezirke Bonn (südlicher Teil), Bad Godesberg und Hardtberg                                            | Christos Georg Katzidis | CDU    |